# Аристов, Сергей Алексеевич

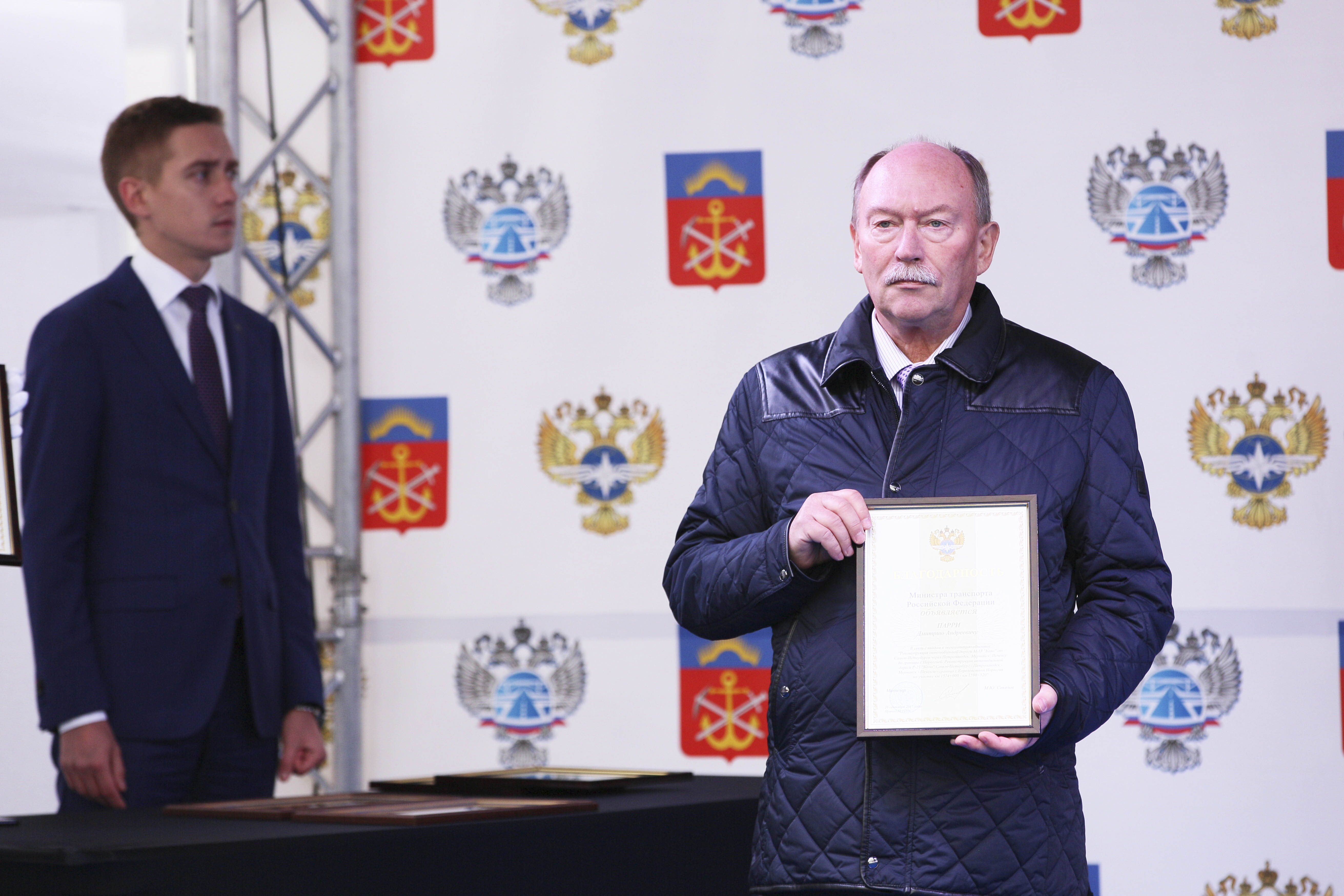
На открытии реконструированного участка Колы, 29 сентября 2017 года.

Серге́й Алексе́евич А́ристов (25 ноября 1955, Обабково, Курганская область — 30 декабря 2018, Москва) — советский и российский государственный деятель, работник Генеральной прокуратуры Российской Федерации, руководивший в 1990-х годах расследованием ряда резонансных дел, статс-секретарь — заместитель министра путей сообщения Российской Федерации (2002—2004), заместитель министра транспорта Российской Федерации (2004—2005), статс-секретарь — заместитель министра транспорта Российской Федерации (2005—2018), Действительный государственный советник Российской Федерации 1 класса.

## Биография
Сергей Алексеевич Аристов родился 25 ноября 1955 года в деревне Обабково Мендерского сельсовета Чашинского района Курганской области. Законом Курганской области от 4 октября 2007 года № 294 деревня исключена. Ныне территория деревни входит в Белозерский муниципальный округ Курганской области.
Трудовую деятельность начал в 1973 году трактористом. В 1974—1975 годах служил в Советской Армии. В 1975 году поступил в Свердловский юридический институт, который окончил в 1980 году по специальности «правоведение».
В 1980—1985 годах — стажёр, помощник прокурора, следователь, старший следователь прокуратуры Крапивинского района Кемеровской области. В 1985—1986 годах — заместитель начальника, начальник следственной части Кемеровской областной прокуратуры. В 1986—1989 годах — заместитель прокурора города Кемерово.
В 1989—1992 годах — прокурор, старший прокурор Прокуратуры РСФСР. Возглавлял бригаду по расследованию финансово-хозяйственной деятельности КПСС, входил в состав комиссии по проверке собранных вице-президентом Александром Руцким фактов коррупции.
В 1992—1997 годах — старший прокурор, начальник отдела по надзору за расследованием особо важных дел Генеральной прокуратуры Российской Федерации. Курировал дело о нападении банды Ш. Басаева на Будённовск.
В 1997—2001 годах — заместитель начальника Главного следственного управления Генеральной прокуратуры Российской Федерации — начальник Управления по надзору за расследованием преступлений органами прокуратуры.
С 8 февраля 2002 по 14 апреля 2004 года — статс-секретарь — заместитель Министра путей сообщения Российской Федерации. Указом Президента Российской Федерации от 9 марта 2004 года № 314 Министерство путей сообщения Российской Федерации и Министерство транспорта Российской Федерации были упразднены и вошли в состав Министерства транспорта и связи Российской Федерации, которое в свою очередь в мае 2004 года было разделено на Министерство транспорта Российской Федерации и Министерство информационных технологий и связи Российской Федерации.
С 14 апреля по 28 мая 2004 года — заместитель Министра транспорта и связи Российской Федерации. С 28 мая 2004 по 25 ноября 2005 года — заместитель Министра транспорта Российской Федерации. С 25 мая 2005 года — статс-секретарь — заместитель Министра транспорта Российской Федерации.
В должности статс-секретаря — заместителя Министра транспорта проработал до последнего дня своей жизни. Координировал вопросы законопроектной деятельности, взаимодействия с Федеральным собранием, государственными органами власти, общественными организациями, транспортного образования, международного сотрудничества, административной и кадровой работы. В течение нескольких лет также курировал вопросы транспортной безопасности и имущественных отношений.
Распоряжением Правительства Российской Федерации от 20 августа 2004 года на него были возложены функции Уполномоченного Российской Федерации по осуществлению условий Договора между Союзом Советских Социалистических Республик и Финляндской Республикой о передаче в аренду Финляндской Республике советской части Сайменского канала и острова Малый Высоцкий от 27 сентября 1962 года. В дальнейшем исполнял функции Уполномоченного Российской Федерации по осуществлению условий Договора между Российской Федерацией и Финляндской Республикой об аренде Финляндской Республикой российской части Сайменского канала и прилегающей к нему территории и об осуществлении судоходства через Сайменский канал от 27 мая 2010 года.
Внёс существенный вклад в развитие всего транспортного комплекса России, законопроектной деятельности, транспортного образования и науки, укрепление диалога Минтранса России с Федеральным собранием Российской Федерации, профсоюзами, общественными институтами.
Член Комиссии Правительства Российской Федерации по законопроектной деятельности (с 2004 года).
Жил и работал в Москве.
Сергей Алексеевич Аристов умер 30 декабря 2018 года после тяжёлой болезни. Похоронен 2 января 2019 года на Троекуровском кладбище муниципального округа Очаково-Матвеевское Западного административного округа города Москвы.

## Классные чины
- Государственный советник юстиции 3-го класса (06.12.1995)[9];
- Государственный советник юстиции 2-го класса (18.12.1997)[10];
- Действительный государственный советник Российской Федерации 3-го класса (11.09.2007)[11];
- Действительный государственный советник Российской Федерации 2-го класса (05.02.2009)[12];
- Действительный государственный советник Российской Федерации 1-го класса (25.08.2010)[13].

## Награды
- Орден «За заслуги перед Отечеством» IV степени (16 июля 2015 года)[14]
- Орден Почёта (21 декабря 2011 года) - за достигнутые трудовые успехи и многолетнюю добросовестную работу[15]
- Медали Российской Федерации, ведомственные и иностранные медали (всего более 30) в т.ч.;
  - Медаль «За развитие железных дорог» (7 февраля 2008 года)[16]
  - Медаль «В память 850-летия Москвы»;
  - Юбилейная медаль «100 лет Транссибирской магистрали»;
  - Медаль «В память 1000-летия Казани»;
  - Медаль Павла Мельникова, 2005 год[17];
  - Памятная медаль «60 лет Победы в Великой Отечественной войне», 10 мая 2005 года[18]
  - Медаль «Патриот России» Российского государственного военного историко-культурного центра при Правительстве Российской Федерации, 7 июня 2007 года[19]
  - Медаль «За усердие» (МЧС России), 29 декабря 2016 года[20]
  - Медаль «За боевое содружество» (МВД России).
  - Памятная медаль Минспорта России, за работу по подготовке и проведению XVI чемпионата мира по водным видам спорта в г. Казани, 29 декабря 2016 года[20]
  - Медаль Союза российских судовладельцев (СОРОССа), 2006 год[21];
  - Медаль «За вклад в создание Евразийского экономического союза» III степени (8 мая 2015 года)[22];
- Почётная грамота Правительства Российской Федерации, 25 ноября 2005 года[23];
- Благодарность Правительства Российской Федерации, 11 октября 2007 года[24];
- Знак отличия Министра транспорта Российской Федерации «За труд и пользу» (2014)[25];
- Нагрудный знак «Почётный работник прокуратуры Российской Федерации»[26];
- Нагрудный знак «Почётный железнодорожник», 2004 год [27];
- Нагрудный знак «Почётный работник транспорта России», 2010 год[28];
- Знак отличия «За труд и пользу» Министерства транспорта Российской Федерации
- Юбилейный нагрудный знак «В память 200-летия Управления водяными и сухопутными сообщениями», 2009 год[29];
- Юбилейный нагрудный знак «200 лет транспортному образованию России», 2009 год[30];
- Медаль «200 лет Министерству обороны»
- Медаль «За участие в военном параде в День Победы»
- Благодарственное письмо Центральной избирательной комиссии Российской Федерации, 14 апреля 2008 года[31]
- Командорский крест ордена Льва Финляндии (2011).

## Семья
Сергей Аристов был женат, есть сын.